# Salomon Vinberg
Salomon Wolf Vinberg, född 3 januari 1877 i Hallsberg, Örebro län, död 15 september 1942 i Matteus församling, Stockholm
, var en svensk väg- och vattenbyggnadsingenjör.
Vinberg utexaminerades från Kungliga Tekniska högskolan 1901, var ingenjör vid Östra centralbanan 1901, ingenjör och byråingenjör vid Stockholms hamnbyggnader 1902–08, vid Vattenbyggnadsbyrån 1908–09, byråingenjör i Vattenfallsstyrelsen 1909–16, överingenjör i kanalkommittén 1916–22 och hamndirektör i Stockholm från 1922.
Vinberg var sekreterare i Stockholms frihamnskommitté 1916, sekreterare och sakkunnig i Stockholms frihamnsnämnd 1917–20, sekreterare hos bangårdsdelegationen 1920–22, verkställande direktör i Nya AB Skärsätra 1916–18, stadsfullmäktig 1917–22, ledamot av stadskollegiet 1920–22, ordförande i Hammarbyledskommittén 1921–23, vice ordförande i industriverksstyrelsen 1921–22, i trafikkommittén 1919–23, ledamot av hamnstyrelsen 1915–22, av Lidingöbrostyrelsen från 1917, av stadsplanenämnden 1921–22, av löneavtalsnämnden 1920–22, av fastighetsnämnden 1918–19, bangårdsdelegationen 1919–20, ordförande i civila väg- och vattenbyggnadsklassen från 1918 samt i Stockholms stads tjänstemannaförening 1926–27. Han var ledamot av Slussbyggnadskommittén (1930-1935).
Vinberg utgav utredningar och skrifter rörande svenska vattenvägar, frihamn i Stockholm, Stockholms hamn, modernt transportväsen, Sveriges hamnar, utländsk och svensk hamnpolitik m. m. samt författade artiklar i Nordisk familjebok.